# Vitse-admiral
Pour les articles homonymes, voir vice-amiral.
 (mars 2016).
Si vous disposez d'ouvrages ou d'articles de référence ou si vous connaissez des sites web de qualité traitant du thème abordé ici, merci de compléter l'article en donnant les références utiles à sa vérifiabilité et en les liant à la section « Notes et références ».
Vitse-admiral (вице-адмирал) ou vice-amiral est un grade militaire utilisé dans les marines de guerre russes : Empire russe, Union des républiques socialistes soviétiques et fédération de Russie.

## Description
Dans la hiérarchie des marines russes, il est le second grade d'amiral, situé au-dessus du grade de kontr-admiral (контр-адмирал) et en dessous du grade d'admiral (адмирал).